# Richmond Speed
Die Richmond Speed waren ein Arena-Football-Team aus Richmond (Virginia), das in der af2 spielte. Ihre Heimspiele trugen die Speed im Richmond Coliseum aus.

## Geschichte
Die Swamp Foxes wurden 1999 gegründet und starteten als eines der fünfzehn teilnehmenden Franchises an der neu gegründeten af2 im Jahr 2000. Das erste Spiel der Franchisegeschichte wurde am 8. April 2000 bei den Pensacola Barracudas mit 41:48 verloren. Das erste Heimspiel war gleichzeitig das Spiel mit den meisten Zuschauern der Speed. Die 13:44-Niederlage gegen die Augusta Stallions verfolgten im gleichen Jahr 10.631 Zuschauer. Überhaupt hätte ihre Debütsaison weitaus erfolgreicher enden können, wenn die Speed nicht ihre ersten sieben Spiele allesamt verloren hätten. Von den verbleibenden neun wurden nämlich sieben gewonnen.
Ihren zweifellos größten Erfolg feierten die Speed mit dem Einzug in den ArenaCup im Jahr 2001. Dieses verloren sie allerdings knapp mit 51:55 gegen die Quad City Steamwheelers.
Nach der Saison 2003 wurden die Speed aufgelöst.

## Saisonstatistiken
| Jahr | Team           | Liga | S  | N  | Playoffs erreicht | Playoffrunde |
| ---- | -------------- | ---- | -- | -- | ----------------- | --- |
| 2000 | Richmond Speed | af2  | 7  | 9  | nein              | |
| 2001 | Richmond Speed | af2  | 13 | 3  | ja                | S Viertelfinale gg. Birmingham Steeldogs 67:60 S Halbfinale gg. Tennessee Valley Vipers 51:50 N ArenaCup gg. Quad City Steamwheelers 51:55 |
| 2002 | Richmond Speed | af2  | 12 | 4  | ja                | N Achtelfinale gg. Cape Fear Wildcats 48:57                                                                                                |
| 2003 | Richmond Speed | af2  | 6  | 10 | nein              | |

## Zuschauerentwicklung
| Jahr | Team           | Liga | Zuschauerdurchschnitt |
| ---- | -------------- | ---- | --------------------- |
| 2000 | Richmond Speed | af2  | 5.929                 |
| 2001 | Richmond Speed | af2  | 5.814                 |
| 2002 | Richmond Speed | af2  | 4.921                 |
| 2003 | Richmond Speed | af2  | 3.405                 |